# Sistema visual humà

Esquema de l'ull humà

El sistema visual humà (SVH) es pot dividir en: Estructura de l'ull, Transformacions, Limitacions i Fenòmens visuals. Hi ha unes certes característiques que imposa l'ull, i unes altres que imposa el cervell, amb això ens basarem en el disseny de dispositius d'adquisició i reproducció per tal que la imatge que reproduïm l'observem tal com l'hauríem d'observar. Aprofitarem les limitacions del nostre sistema visual per simplificar els senyals de vídeo i per fer que els mitjans audiovisuals reprodueixin moviment de forma correcta.

## Estructura de l'ull
L'ull és l'òrgan de percepció visual i consta de diferents parts:
- La còrnia protegeix les parts interiors de l'ull i és transparent per permetre el pas de la llum.
- L'iris és una cortina muscular que regula la quantitat de llum.
- El cos ciliar és una prolongació de l'iris que canvia la forma del cristal·lí i produeix l'humor aquós.
- La pupil·la és per on entra la llum dintre d'ull.
- El cristal·lí enfoca les imatges a la fòvea (la zona de la retina amb major densitat de cons i bastons)
- L'humor aquós és la part líquida de davant l'ull que ajuda a concentrar els raigs de llum en el cristal·lí.
- L'humor vitri s'ubica a l'interior del globus ocular. És més dens que l'humor aquós.
- El punt cec és la part on es troba el nervi òptic i, per tant, a on no hi ha ni cons ni bastons.
- La retina és la capa més interna de l'ull. Transforma la llum que rep en impulsos nerviosos que arriben al cervell a través del nervi òptic.
- La fòvea és el punt focal al centre de la retina. És molt rica en cons.

### Cèl·lules de la retina
Els elements fotoreceptors de la retina són els bastons i els cons que estan distribuïts de manera no uniforme en tota la retina.
- Bastons: tenen una elevada sensibilitat a la llum, però no detecten els colors. I són els responsables de la visió en condicions de baixa lluminositat.

- Cons: són els responsables de la visió en condicions d'alta lluminositat, es considera que existeixen tres tipus de cons que presenten una resposta diferent depenent de la longitud d'ona incident, combinant aquests tres tipus és quan es produeix la sensació de color.

## Transformacions
Quan captem la llum, en el nostre ull es produeixen tres tipus de transformacions: Les transformacions òptiques, les transformacions químiques, i les transformacions nervioses.

### Transformacions òptiques
Les transformacions òptiques es relacionen amb els primers processos que pateix la llum en entrar a l'ull. Aquest fet permet que s'interpreti com una analogia amb la càmera obscura, l'instrument òptic ancestral que conduí posteriorment al desenvolupament de la fotografia. La càmera obscura era una càmera totalment fosca que només comptava amb un petit orifici a través del qual s'hi deixava passar la llum i, aquesta, es projectava a la paret oposada, tot quedant la imatge invertida.
Posteriorment, es van anar desenvolupant noves tècniques òptiques i, amb això, l'estudi en particular de les lents convergents, ja que solucionaven la qüestió de les petites dimensions de l'orifici de la càmera.
L'òptica de l'ull s'encarrega de fer convergir els rajos de llum sobre el seu fons i és per això que es pot determinar que l'ull humà opera de manera similar a la càmera fosca i per tant, a la càmera fotogràfica.
L'agudesa visual o poder separador de l'ull és l'angle mínim sota el qual encara es veuen separats dos punts molt propers entre sí i llunyans de l'ull. Per l'ull humà és de l'ordre d'un angle d'un minut.
Els receptors sensibles a la llum, situats a la retina, s'encarreguen de produir les transformacions químiques.

### Transformacions químiques
Les transformacions químiques es produeixen al fons de l'ull, a la retina. La retina és una membrana en la qual s'hi troben dos tipus de receptors sensibles a la llum: Els bastons, que en tenim uns 120 milions, i els cons, que en tenim uns 7 milions.
Aquests receptors sensibles a la llum, els fotoreceptors, estan situats a la fòvea central (22), una petita zona gairebé a l'eix de l'ull responsable de la visió central detallada i aguda que es troba envoltada per la taca groga. Si la llum incideix directament al punt cec (23), a la retina no es produeix sensació de llum.
Els cons i bastons tenen molècules de pigment anomenades opsines, que contenen la rodopsina. S'encarreguen d'absorbir la llum i es descomponen en altres substàncies.
El sistema visual humà no veu directament la imatge retinal -la projecció en el fons de l'ull de la realitat observada-. La percepció de cada punt és afectada per la llum de la projecció.

### Transformacions nervioses
Les connexions entre bastons i cons transformen les opsines en impulsos elèctrics. Cada receptor està enllaçat amb una cèl·lula nerviosa mitjançant la sinapsi; aquestes cèl·lules també estan enllaçades amb altres cèl·lules mitjançant sinapsis en sentit transversal i longitudinal amb les cèl·lules procedents d'altres receptors. El conjunt de totes aquestes connexions formen el nervi òptic, un nou estadi de tractament de la informació visual.
Les transformacions nervioses són les que faciliten el processament de la informació i, és per aquest motiu, que és on es marca la diferència entre la càmera fosca i l'ull humà.

## Limitacions

### Sensació de color
Aquesta sensació només depèn de la distribució de les excitacions entre els tres tipus de cons (vermell, verd i blau). Encara que dues llums tinguin distribucions espectrals diferents poden generar la mateixa sensació de color (s'anomenarien colors metàmers).

### Adaptació a la brillantor
El nostre SVH requereix un temps d'adaptació quan hi ha canvis importants de la luminància predominant en el camp de visió. Aquesta adaptació ve determinada per l'obertura i el tancament de l'iris i el canvi en la sensibilitat dels cons i bastons. Aquest temps depèn de la magnitud del canvi i del sentit de l'adaptació, es tarda més a adaptar-se d'ambients clars a foscos que no pas a la inversa. El nostres sistema visual és capaç de detectar al voltant de 10 elevat a 10 nivells de lluminositat (no simultanis) però una vegada adaptat, és capaç de distingir-ne al voltant de 50 i dintre dels marges de lluminositat de la televisió, se'n poden distingir al voltant de 200 nivells.

### Sensació de profunditat
Aquesta sensació s'assoleix a través d'un procés que compta amb diversos mecanismes com les pistes monoculars (ús d'experiències prèvies i canvis de posició relativa), acomodació dels ulls quan enfoquen un objecte i la diferència entre les dues imatges captades pels ulls (que aporta la informació més important que utilitza el cervell).

### Resolució temporal
Ve marcada per un fenomen de persistència de la imatge en la retina i varia en funció de les condicions de lluminositat.
Hi ha un llindar a partir del qual el SVH no aprecia pampallugues, i ve donat per la llei Ferry-Porter, que el defineix de l'ordre d'uns 40 - 60 Hz per un nivell de brillantor habitual en les pantalles o en el cinema.

### Continuïtat en el moviment
El fenomen fi és el responsable que el SVH sigui capaç d'interpolar moviments dels que sols se'n disposa informació fraccionada.
Es pot obtenir sensació de moviment a partir de les 12 imatges/segon.

### Resolució espacial
Habilitat de l'ull de distingir dos impulsos lluminosos veïns en l'espai. Hi ha dues magnituds per mesurar la resolució del SVH:
- Poder de resolució: l'angle entre dues línies negres i l'ull quan el patró reticular està situat a la distància límit de les línies que el formen.
- Agudesa visual: nombre de línies que es poden distingir dins un angle de 1º. És l'invers del poder de resolució.

A continuació, els valors aproximats d'agudesa visual obtinguts a través de l'experimentació:
Visionat de televisió: 60 línies / grau 
Il·luminació diürna: 120 línies / grau 
Il·luminació nocturna: 3 línies / grau

### Camp de visió
El camp de visió aproximat d'un únic ull humà (mesurat des del punt de fixació, és a dir, el punt en què es dirigeix la mirada) varia segons l'anatomia facial, però típicament és de 30 ° superior (limitat pel front), 70 ° inferior, 45 ° lateral (limitat pel nas) i 100 ° lateral (limitat per la templa). Pels dos ulls combinats (visió binocular) el camp visual és de 100 ° en vertical i 200 ° en horitzontal, amb una regió de superposició binocular de 120 graus d'ample.

## Fenòmens visuals

### Emmascarament espacial
En l'emmascarament espacial es disminueix la visibilitat d'un senyal en presència d'un altre. El que passa és que el llindar canvia de valor per un valor més alt. Es pot observar en contorns, textures i zones uniformes.

### Emmascarament temporal
L'emmascarament temporal es produeix quan dos estímuls visuals arriben a la nostra visió propers en el temps, això provoca que un dels dos estímuls no es visioni perquè la visió els integra, per aquesta raó es determinin les característiques anteriorment esmentades per tal d'evitar aquest fenomen que genera redundància.

### Centelleig (Flicker)
L'ull observa una llum que s'encén i s'apaga periòdicament. El Flicker és un efecte de pampallugues que es produeix quan la freqüència de mostratge d'un senyal està per sota del llindar definit anteriorment, la freqüència crítica, que depèn de la intensitat lluminosa. Aquest doncs, és el fenomen que explica les pampallugues típiques del cinema de la primera època.
Per evitar aquest efecte, les càmeres i projectors van augmentar la seva freqüència de dotze a setze, i fins a vint-i-quatre imatges per segon. Posteriorment, quan aquesta freqüència va resultar insuficient, es va decidir projectar dues vegades cada fotograma.

## Galeria

Diagrama de l'ull humà sense etiquetes